# PAGEone

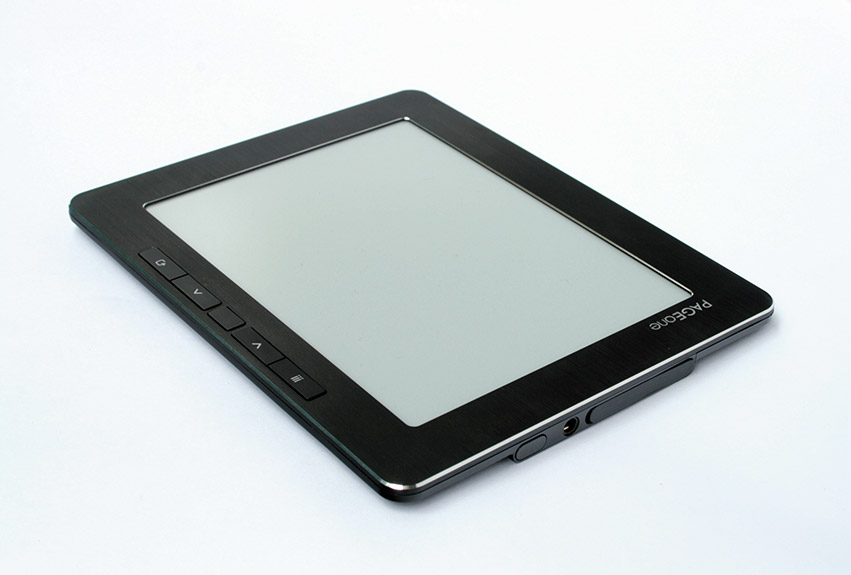
Ридер PAGEone

PAGEone — серия устройств для чтения электронных книг, прослушивания аудиокниг и других аудиофайлов. Программно-аппаратная платформа для ридеров PAGEone была разработана южнокорейской компанией Next Papyrus Inc.
В 2010 году российская компания SemiDevices адаптировала одну из книг этого модельного ряда, PAGEone NPR-0630L, для реализации на национальном рынке. Была доработана и полностью русифицирована программная платформа и другие сопутствующие материалы (упаковка, руководство пользователя). В декабре 2010 ридер PAGEone NPR-0630L поступил в свободную продажу в России (официальный дистрибъютор — компания Видеосервис).
Ридер PAGEone NPR-0630L имеет 6-дюймовый чёрно-белый экран на основе электронных чернил (E-Ink). По состоянию на конец 2010 года это самое компактное шестидюймовое устройство в мире.

## Аппаратная архитектура
PAGEone использует дисплей из электронной бумаги VizPlex, разработанный компанией E Ink Corporation. Разрешение дисплея составляет 167 пикселей на дюйм, он может использоваться в книжной или альбомной ориентации. 16 градаций серого позволяют просматривать чёрно-белые изображения.

## Программная часть
Прошивки (firmware) PAGEone основаны на ядре Linux для платформы ARM. При подключении к ПК устройство распознаётся как USB-накопитель, что позволяет легко переносить электронные книги на устройство. Компьютер при этом может работать под любой из популярных операционных систем (Windows, Mac, Linux).

### Поддерживаемые форматы
Текст: ePub, PDF, DJVU, MOBI, PRC, CHM, TXT, HTML, FB2, OEB, PalmDoc, Plucker, TCR, RTF + fb2.zip, rtf.zip, txt.zip.
Аудио: MP3, WAV, WMA (для подключения наушников используется 3,5-миллиметровое гнездо).
Изображения: JPG, GIF, PNG, BMP + ZIP.

### Русификация
В PAGEone реализована поддержка русскоязычного меню. Ридер содержит набор встроенных бесплатных кириллических шрифтов, а также поддерживает возможность пользовательской установки дополнительных шрифтов.

### Обновление прошивки
Разработчики регулярно обновляют прошивку устройства, добавляя новые функции, дополнительные форматы книг и улучшая эргономику. При внесении изменений учитываются пожелания пользователей официального форума технической поддержки. Все обновления доступны пользователям для загрузки и самостоятельной установки на устройство, вместе с инструкцией и описанием изменений они публикуются на официальном сайте.

## Комплектация
В июне 2011 года компания SemiDevices, официальный представитель торговой марки PAGEone в России, сообщила о расширении комплектации устройства, также был изменен дизайн коробки. Помимо электронной книги и обложки в комплект были добавлены:
- наушники (черные или белые, в зависимости от цвета устройства);
- адаптер 220 В — USB, который позволяет заряжать устройство от сети;
- полное руководство пользователя в печатной версии (ранее было только в электронной версии)[9].

## Корпус устройства
Габариты ридера PAGEone (157 х 125 х 8,4 мм) обеспечили ему статус самого компактного шестидюймового устройства в мире (по состоянию на конец 2010 года).
Передняя панель корпуса выполнена из алюминия, задняя — из глянцевого пластика. Его масса (включая батарею) — 200 грамм.
Симметричное расположение клавиш на корпусе PAGEone, возможность инверсии их функций и изменения ориентации экрана позволяют настроить ридер PAGEone как для правшей, так и для левшей.
Устройство доступно в трёх цветовых вариантах корпуса: чёрный глянец, золотистый и перламутровый серебристый.

## Гарантийная поддержка в России
PAGEone был адаптирован для поставок в Россию специалистами компании SemiDevices, которая является официальным российским представителем торговой марки Page One. Она осуществляет оптовые поставки устройства, а также оказывает гарантийную, техническую и информационную поддержку пользователям.
Экран PAGEone не требует энергии для поддержания статичной картинки, его литий-полимерный аккумулятор ёмкостью в 2200 миллиампер-часов (mAh) держит до 15000 перелистываний без подзарядки.
Объём встроенной памяти PAGEone включает 2 Гбайта (0,5 ГБ — системные файлы, 1,5 ГБ — информации пользователя). Для расширения памяти до 16 ГБ имеется разъём для SD-карт.

### Обзоры устройства
- Василий Запотылок. PAGEone NPR-0630L: новое имя на рынке электронных ридеров. Tech-labs.ru (20 декабря 2010). Дата обращения: 3 декабря 2010. Архивировано из оригинала 7 марта 2011 года.

- Владимир Прохоренков. Обзор PAGEone NPR-0630L: самая компактная шестидюймовка в мире. The-ebook.org (27 ноября 2011). Дата обращения: 20 декабря 2010. Архивировано 11 мая 2012 года.